# Грета Гервиг
Грета Гервиг (енгл. Greta Gerwig; 4. август 1983) америчка је глумица, режисерка, сценаристкиња и продуценткиња, која је каријеру започела улогама у пројектима "мамблкор" филмског правца, чија је главна карактеристика природност дијалога и глумачких изведби. Више пута је наступила у филмовима Џоа Свонберга, са којим је 2008. године написала и режирала драму Ноћи и викенди у којој заједно тумаче главне улоге.
Позната је по улогама у филмовима Гринберг и Франсес Ха, режисера Ное Баумбаха, који су јој донели номинације за награде Спирит и Златни глобус. Такође је играла споредне улоге у мејнстрим филмовима Без обавеза са Натали Портман, Артур са Хелен Мирен и Риму, с љубављу са Џесијем Ајзенбергом.
Режирала је и написала сценарио за филм Бубамара.